# Старая Чемровка
Старая Чемровка — посёлок в Бийском районе Алтайского края России. Входит в состав Заринского сельсовета.

## География
Находится в восточной части края, в южных пределах Бийско-Чумышской возвышенности, на берегах реки Чемровка.
Климат
Умеренный континентальный. Самый холодный месяц: январь (до −54 °C), самый тёплый: июль (до +39 °C). Годовое количество осадков составляет 450—500 мм.

## Население
| 1997 | 1998 | 1999 | 2000 | 2001 | 2002 | 2003 | 2004 | 2005 |
| ---- | ---- | ---- | ---- | ---- | ---- | ---- | ---- | ---- |
| 594  | →594 | ↗602 | ↘588 | ↘578 | ↘570 | ↗581 | ↘549 | ↘541 |
| 2006 | 2007 | 2008 | 2009 | 2010 | 2011 | 2012 | 2013 |      |
| ↗581 | →581 | ↗675 | ↘599 | ↘552 | ↘550 | ↗559 | ↗569 |      |

Национальный состав
Согласно результатам переписи 2002 года, в национальной структуре населения русские составляли 93 % от 564 жителя.

## Инфраструктура
Функционируют: фельдшерско-акушерский пункт, сельский клуб.

## Транспорт
Посёлок доступен по дороге общего пользования регионального значения «Шубёнка — Старая Чемровка» протяжённостью 5,284 км